# ناور داهان
ناور داهان هو لاعب كرة قدم إسرائيلي في مركز الدفاع، ولد في 26 سبتمبر 1990 في بنيامينا-غفعات عادة في إسرائيل. لعب مع نادي هبوعيل الخضيرة.

## وصلات خارجية
- ناور داهان على موقع قاعدة بيانات كرة القدم.إي يو (الإنجليزية)
- ناور داهان على موقع Soccerway.com (الإنجليزية)